# Saxifraga subsessiliflora
Saxifraga subsessiliflora är en stenbräckeväxtart som beskrevs av Adolf Engler och Irmsch.. Saxifraga subsessiliflora ingår i Bräckesläktet som ingår i familjen stenbräckeväxter. Inga underarter finns listade i Catalogue of Life.